# مادس آلستروپ

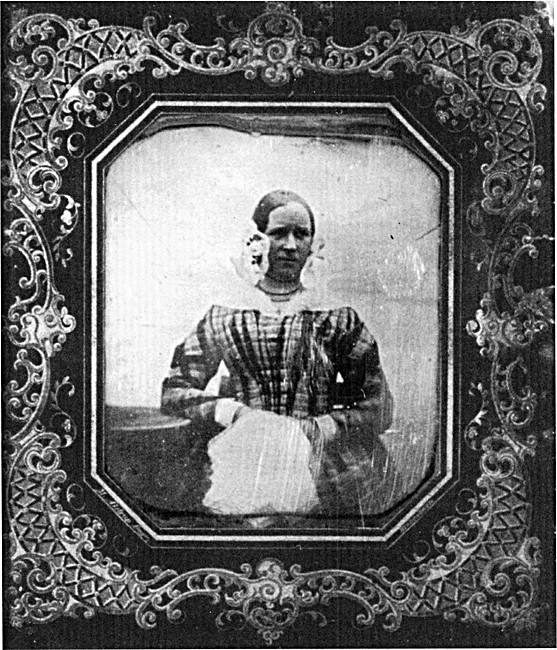
یک عکس داگرئوتایپ گرفته شده توسط مادس آلستروپ

مادس آلستروپ (۱۸۰۶–۱۸۷۶) اولین عکاس پرتره دانمارکی با استودیوی شخصی خود بود. به مدت ۱۶ سال، او در کپنهاگ و دیگر استان‌های دانمارک تعداد زیادی داگرئوتایپ تولید کرد. این قبل از آن بود که در سال ۱۸۵۷ با یک بحران مالی مواجه شود. وی در سال ۱۸۵۸ به سوئد نقل مکان کرد و تا پایان عمر به گرفتن عکس پرتره در آنجا ادامه داد. وی به عنوان یکی از پیشگامان دانمارک در عکاسی شناخته می‌شود.

## پرتره‌های داگرئوتایپ در دانمارک
آلستروپ در ویبورگ متولد شد و به عنوان یک زرگر آموزش دید، در ابتدا، در تابستان، ۱۸۴۲ در راندرس در یوتلاند به کار پرداخت، او سپس به کپنهاگ نقل مکان کرد و در آنجا در پشت ساختمان هرکولس در روزنبورگ گاردنز یک استودیوی داگرئوتایپ ایجاد کرد. در اینجا که یکی از مناطق مهم و پر رفت‌وآمد شهر بود، او در یافتن مشتریانی که علاقه‌مند به گرفتن عکس‌های پرتره بودند، هیچ مشکلی نداشت.
از ۱۸۴۳ تا ۱۸۴۸، او به نقاط مختلف دانمارک سفر کرد، و چند روز یا چند هفته را در شهرهای مختلف گذراند و استودیوهای موقت را راه اندازی کرد. در سال ۱۸۴۹ وی سرانجام در کپنهاگ اقامت گزید و استودیویی را در خیابان اوستراگاد در مرکز شهر افتتاح کرد.
آلستروپ به‌هیچوجه یک هنرمند نبود اما یک تاجر حرفه‌ای بود و برخلاف برخی از عکاسان هنری آن زمان، او توانست یک تجارت سودآور داشته باشد. با سرمایه‌گذاری مداوم در تجهیزات جدید، کیفیت کار وی سال به سال بهبود یافت. در واقع، تخمین زده می‌شود که وی در ۱۶ سالی که در دانمارک کار کرده‌است، حدود ۳۳۰۰۰ داگرئوتایپ تولید کرده‌است.

## درگذشت
آلستروپ پس از ترک دانمارک در سال ۱۸۷۵ به سوئد نقل مکان کرد و مرتب به شهرهای مختلف سفر کرد، همان کاری که او در اوایل کار خود در دانمارک انجام داده بود. در سال ۱۸۵۹ وی در هلسینگبوری و کریخانستاد و در سال ۱۸۶۰ در یوتبری بود که چند سال در آنجا ماند. در سال ۱۸۶۳، وی در مالمو نزد جی. اس اکوئند تمرین کرد. آلستروپ در سال ۱۸۷۶ در فالون، سوئد درگذشت.